# Beschleunigungswiderstand
Der Beschleunigungswiderstand ist eine Trägheitskraft, die der Beschleunigung einer Masse entgegengerichtet ist. Sie bestimmt den Leistungs- und Energiebedarf für die Beschleunigung. Der Beschleunigungswiderstand wird verursacht durch das physikalische Prinzip der Trägheit, nach dem jeder mit einer Masse behaftete Körper in seinem Bewegungszustand verharrt, solange keine äußere Kraft auf ihn einwirkt.

## Translatorischer Anteil

Am Fahrzeug wirkende translatorische Trägheitskraft

Die sich bei einer translatorischen Beschleunigung ergebende Kraft erhält man mit dem Ansatz für Trägheitskräfte (nach d’Alembert):
{\displaystyle F_{T}\!\,=-m\cdot a_{x}}
Mit der Trägheitskraft ergibt sich die translatorische Widerstandskraft {\displaystyle \!\,F_{a\ trans}} zu:
{\displaystyle \!\,F_{a\ trans}=F_{T}=-m\cdot a_{x}}
mit:
{\displaystyle \!\,m=\quad m_{F}+m_{Zu}}
{\displaystyle \!\,m_{F}=\quad {\text{Fahrzeugmasse}}}
{\displaystyle \!\,m_{Zu}=\quad {\text{Zuladung}}}
{\displaystyle \!\,a_{x}=\quad {\text{Beschleunigung des Fahrzeugs}}}

## Rotatorischer Anteil

Am Antriebsrad wirkende rotatorische Widerstandskraft

Bei der translatorischen Beschleunigung des Fahrzeugs müssen die sich drehenden Teile des Antriebsstrangs (Wellen, Räder, Zahnräder im Getriebe etc.) rotatorisch beschleunigt werden. Hierzu ist zusätzlich eine rotatorische Widerstandskraft zu überwinden, die sich aus dem Massenträgheitsmoment sowie der Winkelbeschleunigung des jeweiligen Bauteils ergibt. Zur Bestimmung der sich hieraus ergebenden Gesamtkraft werden die Massenträgheitsmomente der sich drehenden Teile auf die Antriebsachse reduziert.
Analog zur translatorischen Berechnung gilt:
{\displaystyle M_{T}\!\,=-\Theta _{red}\cdot {\ddot {\varphi }}}
Daraus ergibt sich die rotatorische Widerstandskraft zu:
{\displaystyle F_{a\ rot}\!\,={\frac {-M_{T}}{r_{dyn}}}={\frac {\Theta _{red}\cdot {\ddot {\varphi }}}{r_{dyn}}}}
mit:
{\displaystyle \!\,\Theta _{red}=\quad {\text{Tr}}{\ddot {a}}{\text{gheitsmoment aller rotierenden Teile auf die Antriebswelle reduziert}}}
{\displaystyle \!\,{\ddot {\varphi }}=\quad {\text{Winkelbeschleunigung des Antriebsrades}}}
{\displaystyle \!\,r_{dyn}=\quad {\text{dynamischer Radhalbmesser}}}
Aus der Beziehung
{\displaystyle \!\,\varphi ={\frac {x}{r_{dyn}}}}
ergibt sich durch zweimalige Differenzierung nach der Zeit:
{\displaystyle \!\,{\ddot {\varphi }}={\frac {\ddot {x}}{r_{dyn}}}}
Damit folgt unter Verwendung von {\displaystyle \!\,{\ddot {x}}=a_{x}}:
{\displaystyle \!\,F_{a\ rot}={\frac {\Theta _{red}}{r_{dyn}^{2}}}\cdot a_{x}}
Für das reduzierte Massenträgheitsmoment sind folgende Trägheitsmomente zu berücksichtigen:
| Bauteil, Fahrzeugkomponente                                                   | Trägheitsmoment (Bezeichnung)       |
| ----------------------------------------------------------------------------- | ----------------------------------- |
| Motor                                                                         | {\displaystyle \!\,\Theta _{mot}}   |
| Kupplung                                                                      | {\displaystyle \!\,\Theta _{K}}     |
| Getriebe mit jeweiliger Übersetzung i (bezogen auf die Getriebeeingangswelle) | {\displaystyle \!\,\Theta _{G_{i}}} |
| Antriebswelle, Differential                                                   | {\displaystyle \!\,\Theta _{Antr}}  |
| Räder (meistens einschließlich Bremsscheiben sowie Achswellen)                | {\displaystyle \!\,\Theta _{R}}     |

Bei dem Massenträgheitsmoment der Räder ist darauf zu achten, dass alle Räder des Fahrzeugs zu berücksichtigen sind, unabhängig davon, ob die Vorderräder, die Hinterräder oder alle Räder angetrieben werden.
Unter der Berücksichtigung der Übersetzungen im Getriebe {\displaystyle \!\,i_{G_{i}}} (für den jeweiligen Gang) und der Achsübersetzung {\displaystyle \!\,i_{h(v)}} (für Hinter- bzw. Vorderradantrieb) ergibt sich das auf die Antriebsachse reduzierte Massenträgheitsmoment für einen Gang i mit der Forderung nach dynamischer Gleichwertigkeit von Ausgangs- und Ersatzsystem:
{\displaystyle \!\,\Theta _{red_{i}}=\Theta _{R}+i_{h(v)}^{2}\cdot \Theta _{Antr}+i_{h(v)}^{2}\cdot i_{G_{i}}^{2}\cdot (\Theta _{Mot}+\Theta _{K}+\Theta _{G_{i}})}

## Zusammenfassung der Beschleunigungsanteile
Der Gesamtbeschleunigungswiderstand ergibt sich aus der Addition der translatorischen und der rotatorischen Widerstandskraft zu:
{\displaystyle \!\,F_{a}=F_{a\ rot}+F_{a\ trans}}
{\displaystyle \!\,F_{a}=\left({\frac {\Theta _{red_{i}}}{r_{dyn}^{2}}}+m_{F}+m_{Zu}\right)\cdot a_{x}}
Zur Vereinfachung und der besseren Handhabbarkeit wegen wird nun ein Massenfaktor {\displaystyle \!\,e_{i}} eingeführt:
{\displaystyle \!\,e_{i}={\frac {\Theta _{red_{i}}}{m_{F}\cdot r_{dyn}^{2}}}+1},
der nur noch fahrzeugspezifische Daten enthält. Damit ergibt sich für den gesamten Beschleunigungswiderstand:
{\displaystyle \!\,F_{a}=(e_{i}\cdot m_{F}+m_{Zu})\cdot a_{x}}
Da die Getriebeübersetzung in die Ermittlung des reduzierten Massenträgheitsmomentes quadratisch eingeht, kann der Massenfaktor in einem breiten Bereich streuen. So ist beispielsweise bei Gelände- oder Nutzfahrzeugen mit extrem hoch übersetztem Kriechgang ein höherer Kraftbedarf für die Beschleunigung der rotierenden Massen erforderlich, als für die rein translatorische Beschleunigung des Fahrzeugs {\displaystyle \!\,(e_{i}>2)}.